# Fr. Muehlenpfordt
Fr. Muehlenpfordt ( 1858 - 1917 ) fue un botánico y explorador alemán

## Honores

### Eponimia
Especies
- (Cactaceae) Cactus muehlenpfordtii Kuntze[2]

- (Cactaceae) Coryphantha muehlenpfordtii (Poselg.) Britton & Rose[3]

- (Cactaceae) Echinocactus muehlenpfordtii Fennel[4]

- (Cactaceae) Neomammillaria muehlenpfordtii (C.F.Först.) Y.Itô[5]

- La abreviatura «Muehlenpf.» se emplea para indicar a Fr. Muehlenpfordt como autoridad en la descripción y clasificación científica de los vegetales.[6]